# Subarchaeopacha
Subarchaeopacha is een geslacht van vlinders uit de familie van de Metarbelidae. De wetenschappelijke naam van dit geslacht is voor het eerst gepubliceerd in 1945 door Abel Dufrane.
Dit geslacht is monotypisch, dat wil zeggen dat het maar één soort heeft namelijk Subarchaeopacha alberici Dufrane, 1945 uit Congo-Kinshasa.